# Terry Kath
Terry Kath, född 31 januari 1946 i Chicago, Illinois, död 23 januari 1978 i Los Angeles, Kalifornien, var en amerikansk gitarrist. 
Kath var med och bildade musikgruppen Chicago 1966 där han spelade gitarr, och även skrev några av gruppens låtar. Det sista albumet han medverkade på i gruppen Chicago var Chicago XI.
Kath avled 1978 genom olyckshändelse. Han rengjorde en pistol och när en vän uppmanade honom att vara försiktig, tog han bort magasinet för att visa att det var tomt. Som ett skämt satte han pistolen mot huvudet och tryckte på avtryckaren men insåg inte att en kula fanns kvar i patronläget.